# Daisuke Ishizu
Daisuke Ishizu (jap. 石津 大介 Ishizu Daisuke; ur. 15 stycznia 1990) – japoński piłkarz występujący na pozycji napastnika. Obecnie występuje w Avispa Fukuoka.

## Kariera klubowa
Od 2012 roku występował w klubach Avispa Fukuoka i Vissel Kobe.